# Erik Hellman
Erik Olof Alexander Hellman, född den 8 december 1900 i Vänersborg, död den 13 maj 1982 i Gävle, var en svensk ämbetsman.
Hellman avlade studentexamen i Skövde 1919 och juris kandidatexamen vid Uppsala universitet 1924. Han genomförde tingstjänstgöring i Gudhems och Kåkinds domsaga 1925–1927. Hellman blev extra ordinarie länsbokhållare i Skaraborgs län 1928, länsbokhållare i Gävleborgs län 1938, tillförordnad länsassessor i Kristianstads län 1942, länsassessor i Västerbottens län 1943 och taxeringsintendent i Gävleborgs län 1944. Han var landskamrerare i Västernorrlands län 1948–1952 och i Gävleborgs län 1952–1966. Hellman blev riddare av Nordstjärneorden 1950 och kommendör av samma orden 1956. Han vilar i sin hustrus familjegrav på Bromma kyrkogård.